# Comelinídeas
Comelinídeas, no sistema APG III e no sistema Angiosperm Phylogeny Website, é uma clado que inclui num grupo monofilético, as ordens Arecales, Poales, Commelinales e Zingiberales e mais uma família sem ordem definida: Dasypogonaceae.

## Filogenia
- grupo das mesangiospérmicas (Mesangiospermae, em inglês: mesangiosperms)
  - 
    - Chloranthales
    -  clado das magnoliídeas (Magnoliidae, em inglês: magnoliids)

  - 
    - clado das monocotiledóneas (em inglês: monocotyledons ou monocots)
      - Acorales
      - 
        - Alismatales
        - 
          - Petrosaviales
          - 
            - 
              - Dioscoreales
              -  Pandanales

            - 
              - Liliales
              - 
                - Asparagales
                -  clado das comelinídeas (Commelinidae, em inglês: commelinids)
                  - Dasypogonaceae
                  - Arecales
                  - Poales
                  - 
                    - Zingiberales
                    -  Commelinales

    - 
      - Ceratophyllales
      -  clado das eudicotiledóneas ou dicotiledóneas verdadeiras (em inglês: eudicots ou eudicotyledons)

## Taxonomia
A subclasse foi reconhecida pelo sistema  APG III, de 2009, o sistema Linear APG III, de 2009, atribuiu os números de família 76 a 106. a subclasse já havia sido reconhecida pelo sistema APG II, de 2003, que a chamava commelinids em inglês.
As comelinídeas do sistema APG II contêm basicamente as mesmas plantas das comilinóides do sistema APG.
- clado comelinídeas:
família Dasypogonaceae
ordem Arecales (palmas)
ordem Commelinales
ordem Poales
ordem Zingiberales

A família Dasypogonaceae não está atribuída a nenhuma ordem. No sistema APG III e  Angiosperm Phylogeny Website, o ordenamento manteve-se.

### Sistema de Cronquist
O sistema de Cronquist (1981) dividiu a subclasse em sete ordens:
- Ordem Commelinales
  - Família Xyridaceae
  - Família Commelinaceae
- Ordem Hydatellales
  - Família Hydatellaceae
- Ordem Typhales
  - Família Sparganiaceae
  - Família Typhaceae
- Ordem Eriocaulales
  - Família Eriocaulaceae
- Ordem Restionales
  - Família Restionaceae
- Ordem Juncales
  - Família Juncaceae
- Ordem Cyperales
  - Família Cyperaceae
  - Família Poaceae

A circunscrição de Commelinidae segundo Cronquist (1981) se aproxima ao aqui circunscrito Poales, mas sem Bromeliaceae e com Commelinaceae (agora em Commelinales) e Hydatellaceae (agora em Nymphaeales). Segundo este autor, Arecales encontrava-se na subclasse Arecidae, que não estava relacionada com Commelinidae/Zingiberidae.